# Місія нездійсненна (фільм)
«Мі́сія нездійсне́нна» (англ. Mission: Impossible) — американський шпигунський детективний бойовик 1996 року, знятий режисером Браяном Де Пальмою.

## Сюжет
У Києві відбувається інсценізація вбивства з метою домогтися зізнання від злочинця. У цьому залучений молодий агент підрозділу ЦРУ IMF Ітан Гант. Згодом агент Джим Фелпс отримує повідомлення, що аташе французького посольства Олександр Голіцин викрав половину списку агентів у Східній Європі. Проте йому необхідна друга половина, що перебуває в Празі, тож Фелпса посилають завадити зраднику. На допомогу йому посилають команду агентів, куди входить Ітан. За підтримки інших агентів Ітан проникає на бал, де повинен бути Голіцин. Але агенти потрапляють у засідку, Джим наказує припинити операцію, проте Гант вирішує ризикнути й забрати диск зі списком. Агентів одного за одним убивають невідомі, а потім і Голіцина, та тікають із диском. Виживає лише Ітан.
Ітан зустрічається з начальником ЦРУ Юджином Кітріджем, який пояснює — вся операція була інсценізацією. Насправді списку агентів ніхто не крав, ця інформація була пущена, аби викрити зрадника в лавах ЦРУ, відомого як Йов, який виконував операцію під кодовою назвою «3.14» для якогось Макса. Тепер, коли Ітан єдиний уцілів, підозри падають на нього. Скориставшись даною йому перед завданням вибухівкою, замаскованою під жувальну гумку, Ітан тікає.
Переховуючись у Празі, Ітан береться самотужки розкрити зрадника й очистити своє ім'я. Він здогадується, що «3.14» — це посилання на Біблійну книгу Йова. Ітан шле Максу електронного листа з умовною фразою з Біблії, видаючи себе за Йова. Його знаходить дружина Джима, Клер, якій вдалося вціліти. Спершу Ітан не довіряє Клер, але згодом вони об'єднуються, аби розшукати справжнього зрадника. Макс шле відповідь із призначенням зустрічі.
Ітана схоплюють невідомі на чолі з жінкою під псевдонімом Макс і розпитують, хто він. Той каже, що Йов обманув їх, диск підроблений, а він знає, де справжній. Макс погоджується добути список агентів за умови, що зустрінеться зі справжнім Йовом. Ітан із Клер знаходять колишніх агентів: пілота Франца Крігера та хакера Лютера Стікелла. Ітан розповідає їм про систему захисту серверів у Ленглі, де зберігається список. Вони включають датчики звуку, температури, тиску на підлогу, а також лазерну сигналізацію у вентиляції.
Лютер активує пожежну тривогу, Ітан, Франц і Клер під виглядом пожежників проникають всередину. Клер підливає щось у напій системного адміністратора Вільяма, який має доступ до сервера. Франц обманює лазерну сигналізацію спеціальним пристроєм і спускає Ітана на тросі в кімнату, де зберігаються потрібні дані. Приступ нудоти змушує Вільяма піти до вбиральні. Коли ж агент підмикається до сервера, у вентиляцію заповзає щур, і Франц мало не випускає трос із рук. З чола Ганта зривається крапля поту, яка загрожує спровокувати тривогу від датчиків дотику, проте агент ловить її на льоту. До того як адміністратор повертається, Ітан копіює список на диск і ховається у вентиляції. Та Франц упускає на стіл свій ніж, чим викриває присутність сторонніх. Дізнавшись про це, Юджин вирішує прослідкувати за Ітаном далі.
Команда Ітана переховується в Лондоні, де Крігер вимагає взяти його на зустріч із Макс, показуючи, що в нього диск. Ітан обдурює Крігера, довівши йому, нібито дав йому фальшивку, а справжній диск у Ітана. Крігер в люти шпурляє диск і йде геть. Цей справжній диск Ітан передає Стікеллу на зберігання, після чого команда вирушає на зустріч із Макс до Чикаго.
З новин Ітан дізнається, що його матір звинувачено в торгівлі наркотиками, та розуміє, що це зробив Юджин. Ітан телефонує йому, Юджин обіцяє звільнити матір, якщо той здасться.
Несподівано Гант зустрічає Джима Фелпса. Той розповідає, як вижив і що справжній зрадник — це і є Юджин. Однак Ітан здогадується, що це обман: саме Джим є зрадником, а Клер і Франц — його спільники. Вони вбили всіх агентів у Празі, підставивши Ітана.
Ітан лишає для Макс диск у потязі, вона каже, де забрати винагороду і що Йов сам його знайде. Коли Макс передає список агентів через інтернет, Лютер глушить сигнал, сидячи поруч. Ітан вирушає за грошима до вантажного вагона, куди прямує і Джим. Клер пропонує Джиму забрати гроші й утекти — тоді всі підозри лишаться на Ітані. Джим, однак вирішує вбити Ганта. Тоді Ітан показує, що має окуляри з відеокамерою, котрі транслюють те, що він бачить, в ЦРУ. Джим стріляє, але влучає у Клер, після чого тікає на дах вагона, де його має підібрати на гелікоптері Франц. Ітан зачіпляє гелікоптер тросом за потяг, змусивши тим самим влетіти до тунелю під Ла-Маншем. Ганта ледве не збиває зустрічний потяг, а потім Франц намагається розрізати його лопатями гелікоптера. Ітан знову користується вибухівкою й підриває гелікоптер. Джим і Франц гинуть у вибуху.
Ітана виправдовують, а його матір звільняють. Юджин затримує Макс, яка пропонує в обмін на свободу свої послуги. Дорогою додому, в літаку, Ітану пропонують переглянути фільм. Той розуміє, що це таємне послання про нову місію.

## У ролях
- Том Круз — Ітан Гант
- Джон Войт — Джим Фелпс
- Емануель Беар — Клер Фелпс
- Вінг Реймс — Лютер Стікелл
- Жан Рено — Франц Кріґер
- Ванесса Редґрейв — Макс
- Генрі Черні — Юджин Кітрідж
- Крістін Скотт Томас — Сара Девіс
- Еміліо Естевес — Джек Гармон
- Інґеборґа Дапкунайте — Ганна Вільямс
- Марчел Юреш — Александр Голіцин

## Український дубляж
Українською мовою фільм дубльовано студією «Так Треба Продакшн» на замовлення національного онлайн-кінотеатру «Sweet.tv» у 2020 році.
- Режисер дубляжу — Галина Железняк
- Звукорежисери запису — Андрій Єршов, Дмитро Бойко, Ярослав Зелінський, Олександр Кривов'яз
- Звукорежисер постпродакшн — Дмитро Бойко
- Диктор — Євген Пашин

Ролі дублювали: Андрій Федінчик, Володимир та Дмитро Терещуки, Наталя Поліщук, Андрій Соболєв, Олександр Шевчук, Євген Пашин, Дмитро Гаврилов, Борис Георгієвський, Кирило Татарченко, Ганна Нікітіна, Людмила Чиншева, Людмила Барбір, Руслана Писанка, Денис Роднянський та інші

## Українське багатоголосе закадрове озвучення
Українською мовою фільм озвучено телекомпанією «Інтер» у 2003 році. Ролі озвучували: Владислав Пупков, Олег Лепенець, Тетяна Антонова та Лідія Муращенко.

## Кіноляпи
- Будівлю ЦРУ екрановано від усіх видів випромінювання. Лютер у пожежному авто, яке стояло біля входу, ніяк не міг спостерігати за переміщеннями об'єкта всередині, попри прикріплений «жучок».
- Том Круз здійснює пошук в Інтернеті за ключовими словами «файл» і «комп'ютер», і отримує в результаті цього запиту 3 (три!) посилання. Наприклад, пошукова система Google зараз знайде сотні мільйонів відповідних сторінок. У 1996 році, коли знімали фільм, сторінок могло бути й менше, але аж ніяк не три.
- Адреса електронної пошти «Макса» має вигляд: «MAX@JOB 3:14», тобто відсутній домен верхнього рівня. Такий формат адреси електронної пошти неправильний.
- Адреса електронної пошти «Макса» на початку фільму (36 хвилин та 53 секунди) має вигляд: «MAX@JOB 3:14». Але в кінці фільму — на 1 годині і 13 хвилині, а також на 1 годині, 26 хвилині й 55 секунді вона показана як «MAX@JOB 3:15».
- Дуже сумнівним зображено спосіб виявлення електронних «жучків» у диску прикладанням до дисковода радіосканера. Адже дисковод також нашпигований подібною мікроелектронікою, яка є джерелом перешкод. До того ж корпус дисковода металевий, і він є досить сильним радіоекраном для незначного за потужністю випромінювання з диска.
- Коли Ітан звисає зі стелі в кімнаті з комп'ютером, його відображення видно у дзеркальній підлозі. Працівник, зайшовши в кімнату, мав би побачити відображення Ітана.
- Євротунель під Ла-Маншем має внутрішній діаметр обох каналів 7,6 м. Ротор знятого в фільмі вертольота MD 520N дорівнює в діаметрі 8,34 м. Гелікоптер фізично не міг би залетіти в тунель та пересуватися в ньому.
- У тунелі під Ла-Маншем поїзди зустрічних напрямків курсують по ізольованих тунелях: герой з даху поїзда ніяк не міг побачити зустрічний потяг.
- Лопаті ротора — це перше, що страждає (гнеться та ламається) в разі аварії гелікоптера від зіткнення з боковою перешкодою. У фінальній сцені в тунелі лопать вщент розбитого вертольота — чомусь пряма, вузька та загострена як «двосічний меч» — зупиняється перед обличчям Тома Круза.
- У потяга TGV в фільмі немає пантографа.